# Aphrophora murina
Aphrophora murina is een halfvleugelig insect uit de familie Aphrophoridae. De wetenschappelijke naam van deze soort is voor het eerst geldig gepubliceerd in 1902 door Melichar.